# Nodisco
«Nodisco» es una canción del grupo inglés de música electrónica Depeche Mode compuesta por Vince Clarke, publicada en el álbum Speak & Spell de 1981.

## Descripción
Es una canción en una modulación muy grave por lo cual aparenta ser una de las más oscuras de la colección, aunque en realidad no pierde el discurso desenfadado general del disco, especialmente por su temática dedicada a los clubes de baile.
Sin ser la más publicitada del álbum, resultaría sí de las más representativas, al contener un sonido algo más pesado que el resto de los temas, lo cual le sustrae algo esa cualidad de candidez que parece desprender toda la colección. Por ello la letra incluso lega a desentonar un poco con el planteamiento musical y su ritmo acompasado.
De tal modo, se puede sentir hasta cierto punto su influencia, desde luego en un modo muy primigenio, en temas de la carrera media de DM como Black Celebration o Fly on the Windscreen en los que las camas sintéticas de sonido son más graves y pesadas.
La letra, como las otras de Clarke, es sobre el baile mismo, diciendo con cinismo en sus estribillos “This ain't Nodisco”, una contracción para decir “Esto no es una disco”, sin embargo el planteamiento se vuelve vago, pues no pretendía revolucionar líricamente el género, solo ser un representante más de la tendencia, y en ese sentido funciona mejor.
Las letras de Clarke no eran de ningún modo descuidadas, solo poco profundas, después de todo a él mismo le desagradaba sobremanera el tener que cantar sus propias canciones, por lo cual Nodisco no es un tema vocal, es musical, y en ese punto se encuentra su fuerte al presentar una acabada musicalización sintética con un efecto de percusión proporcionado por la caja de ritmos también con una enorme cualidad artificial, de hecho es incluso de las más largas del álbum, pues bien pudo haber sido solo un tema instrumental.
La base principal es acompasada, y consistente toda su duración, con apenas una reducción de ritmo en los estribillos, siendo este el único cambio significativo, y en una modulación sobre todo grave, con una segunda base más alta y un tiempo más rápido por lo cual se torna más atrevida melódicamente y probablemente por ello no haya ido en particular agradable para Clarke, quien pública, y prácticamente como ha revelado en su carrera posterior a DM, no es muy afecto a las canciones “oscuras”, lo que eso sea para él, mientras para lo que es la trayectoria posterior del grupo encabezado mayormente por composiciones de Martin Gore se acercaba más a lo que han realizado, sin ser todo un punto de referencia, solo más próxima a lo hecho por ellos tras la salida de Clarke, especialmente desde 1986 en que endurecieron y oscurecieron su sonido. Fue así, un primer acercamiento de DM a lo que después se le atribuiría una influencia con el genérico Dark Wave.
En los coros, David Gahan es acompañado por los otros integrantes, mientras al estribillo su voz es ligeramente distorsionada, recurso que también sería retomado en unos pocos temas posteriores de DM.

## En directo
La canción se interpretó solo durante la correspondiente gira del álbum, el ahora conocido simplemente como 1981 Tour, tras del cual no volvería a ser incorporada en ninguna gira de DM. También es una de las pocas canciones de Clarke del cual el músico Alan Wilder nunca la ha llegado a interpretar en directo.
- Datos: Q6044301